# معتمدية تيبار
معتمدية تيبار إحدى معتمديات الجمهورية التونسية، تابعة لولاية باجة.

### مواضيع ذات علاقة
- ولاية باجة.